# 資料組織論
資料組織論（しりょうそしきろん）とは、資料を効果的に分類管理するために必要な、手法・運営方法・考え方などの諸要素を対象とする学問である。図書館学の分野の1つとして論じられる。

## 概要
ただ単に書籍や論文などの資料が存在するだけでは、その価値を活かしているとは言えず、何らかの用途に活用されて、初めて「活きる」とも考えられる。そのためには、資料が活用し易い状態で、管理されていなければならない。例えば、雑然と資料が積まれていても非常に使い難いので、何らかの形で資料が分類され、整理されている必要が有る。資料組織論は、この点に注目した学問である。この「資料を分類整理して管理する」という考え方を「書誌コントロール」と呼ぶ。大きく分けると、資料組織論は「目録」と「分類」とで論じられる。

## 目録
まず、資料1つ1つについて、それがどういう内容であるのかをデータ化する。それらのデータを組織的に編集し、まとめた物を目録と呼ぶ。データその物も重要ではあるが、それ以上に、データのまとめ方が目録を形作る点に注意して欲しい。

### 記述目録法と主題目録法
資料とデータは1対1の物であるが、そのデータの作成方法は大きく2つに分かれる。
記述目録法は、単純にその資料についてのデータを記録する方法である。その内容は、タイトル（サブタイトルや並列タイトルなども含む）、責任表示（著、編など）、版刷、出版者、出版地、出版年、ページ数、大きさ、シリーズ、注記、ISBN及びISSNといったものが挙げられる。
主題目録法は、記述目録法で使用するデータに加え、その資料の内容にまで踏み込み、主題やテーマについても記録する方法である。ここでいう「主題」には件名と分類の2種がある。
- 件名は言葉で表され、主題を表す言葉、もしくは主題に案内するための参照語が目録に記入される。当然ながら、件名も分類管理されるので、場当たり的に件名語を決定するわけではない。
- 分類は主に数字で表され、資料を管理している場所（図書館など）で定められた分類法に則ってつけられた分類が目録に記入される。

記述目録は知っている資料の検索には便利だが、内容が判らないので「こういう本が欲しい」という要求には応えがたい。一方、主題目録は利用者の検索には便利だが、件名や分類の正しい知識がないとうまく検索できない。

### 目録の種類
目録の種類に着目すると、以下のようなものが挙げられる。
- タイトル目録
- 著者目録
- 件名目録
- 分類目録

### コンピュータによる目録（MARC）
かつては目録といえば冊子やカード式のものが主流であったが、コンピュータの発達に伴い、目録もコンピュータ目録（MARC、Machine Readable Catalog）へと移行しつつある。カード式などの場合は目録ごとに個別のカードが必要となる（例えばタイトル目録と著者目録を作成する場合、同じカードが2枚必要となる）が、MARCの場合には多様な検索が可能となるのでデータは1種だけでよい。また、加除の手間もほとんどかからないなど、メリットが多い。
このMARCを利用した検索システムをOPAC（オパックあるいはオーパック、Online Public Access Catalog）と呼ぶ。直訳すると「オンライン公衆閲覧目録」であり目録を指しているようだが、実際はMARCを利用したシステムの総称である。また、ここで言うオンラインとは単なる回線の意であり、公衆回線という意味ではない。
近年ではインターネットの発達により、インターネットOPAC、WebOPACも登場。その数を急激に増やしている。更には複数のWebOPACを同時に検索できる横断検索なども登場してきており、利用者にとって非常に便利な環境が構築されつつある。

## 分類
資料を吟味し、類似のものをまとめて整理して検索しやすくするのが分類である。大きく分けて、以下の2つの分類法がある。
書架分類（排架分類）
資料1つにつき、ただ1つの分類が与えられる方式
書誌分類
資料1つにつき、複数の分類が与えられる方式
書架分類の場合、ある資料に複数のテーマが合ったとしても、与えられる分類は1つだけなので、残りのテーマは存在しない（分類から検索できない）ものとなる。書誌分類では全てのテーマが資料に振られるため、そういう弊害はなくなる。しかし、図書館の運営を考えた場合、複数のテーマがあるからといって複数の書架に資料を排架するというのは──複数の書架にバランスよく排架するのは大変、そもそも予算の都合で複数の資料を揃えられないといった理由から──あまり現実的でない。そのため、現代の図書館では書架分類が主流となっている。

### 十進分類法
十進分類法とは、資料を0から9までの十種類に分け、それぞれの分類を更に0から9までの十種類に分け……という具合に細分化していく方式である。数字のみで分類が表せるために簡便であるという長所を有するものの、ジャンルを常に十個までに細分化しなければならないため、ジャンルによっては非常に窮屈な分類となってしまうという短所もある。
十進分類法にはデューイ十進分類法、国際十進分類法などがあるが、日本では日本十進分類法を作成している。現在、日本のほとんどの図書館はこの日本十進分類法を使用している。